# Oksoritod
Oksoritod (islas del Noroeste; Northwest Islands) es uno de los cinco distritos estatales de Chuuk establecido para las elecciones al Congreso de los Estados Federados de Micronesia. Cuenta 7.840 habitantes en 2008.
Según la constitución de Chuuk, comprende las siguientes municipalidades:
1. Municipio de Fananu (402 hab./2008)
2. Municipio de Houk (396 hab./2008)
3. Municipio de Makur (161 hab./2008)
4. Municipio de Murilo (681 hab./2008)
5. Municipio de Nomwin (661 hab./2008)
6. Municipio de Onou (296 hab./2008)
7. Municipio de Onoun (845 hab./2008)
8. Municipio de Piherarh (325 hab./2008)
9. Municipio de Pollap (1.212 hab./2008)
10. Municipio de Polowat  (1.525 hab./2008)
11. Municipio de Ruo (575 hab./2008)
12. Municipio de Tamatam (510 hab./2008)
13. Municipio de Unanu (252 hab./2008)